# Кійохара Юкінобу
Кійохара Юкінобу (1643—1682) — японська художниця періода Едо. Одна з перших художниць-живописців. Відома також як Кано Юкінобу.

## Життєпис
Була донькою художника художник Кусумі Морікаґе і небоги художника Кано Тан'ю. Народилася 1643 року Юкінобу. Мала змогу навчатися живопису у свого батька в Кіото і вивчала стиль школи Кано, які вона й далі розвивала. Втім переробляла типові для цієї школи сюжети і теми в своїй власній манері. В Кіото вийшла заміж за учня школи Кано — Кійохара Морокійо. Згодом здобула визнання як художниця, що досягла висот у мистецтві, отримавши звання кейсі. Вона підписувала свої роботи, на яких також ставила власну печатку.
Кійохара була запрошена сьогуном для роботи в Едо. На неї було покладено контроль за оформлення всіх замків і палаців сьогунату, розташованих у містах Кіото і Наґоя. Подальше її життя пройшло в постійних роз'їздах і напруженій роботі. Можливо, це відіграло не останню роль у ранній смерті Юкінобу. Вона віддавала перевагу національному стилю ямато-е.

## Творчість
У своїй творчості Кіёхара Юкінобу орієнтувалася на класичне мистецтво — поезію і літературу епохи Хейан. Для її стилю характерно асиметричність разом з реалізмом, що китайські академічні прототипи XII століття, але відмітною особливістю є тонкий натяк на внутрішню гармонію в композиційному розташуванні. Також відчувається вплив шкіл Кано і Тоса.
Працювала як з традиційними формами японського живопису (горизонтальними і вертикальними сувоями), так і з великими за форматом розписами, зокрема ширмами. Проте на тепер збереглася лише одна ширма її авторства — «Журавлі серед слив».
Багато малюнків Кійохари Юкінобу створено в рамках стилю ямато-е, вона розписувала сувої на сюжети з китайської та японської історії і міфології, пейзажними композиціями на мотив «чотирьох сезонів», зображеннями птахів і квітів. Улюбленою темою картин художниці були історії про кохання, які вона «розповідала» тонким пензлем, наносячи на папір легкими рухами ніжні пастельні фарби. Серед відомих творів — розпис ширми «Птахи і квіти чотирьох сезонів», сувої «Перепілка і просо» і «Свірістелі, квіти вишні і бамбук біля струмка».
Також Юкінобу вона стала відома завдяки зображенню жінок, зокрема поетес Мурасакі Сікібу, Сей Сьонаґон, Оно но Коматі, а також зображувала сцени з їхніх творів. В них помітна наближеність до стилі школи Тоса, ніждо стилю Кано.